# Phenacorhamdia suia
Phenacorhamdia suia — вид сомоподібних риб з родини гептаптерових (Heptapteridae). Описаний у 2022 році.

## Назва
Вид названо на честь індіанського племені Суя, яке з 1990-х років брало участь у боротьбі за захист довкілля річки Суя-Мічу та за відновлення своїх традиційних земель за межами парку Шінгу.

## Поширення
Ендемік Бразилії. Поширений у басейні річки Шінгу.

## Опис
Відрізняється від близьких видів винятковим поєднанням таких діагностичних ознак: нетипове крапчасте забарвлення тіла та всі плавці з міжрадіальними перетинками, плямисто пігментовані; багатостулкові зуби; верхньощелепні вусики, що досягають грудного плавця; відсутність короткого продовження першого грудного плавця; частки хвостового плавця надзвичайно подовжені й загострені; 43−45 хребців.